# Giáo phận Ōita
Giáo phận Ōita (カトリック大分司教区) (tiếng Latinh: Dioecesis Oitaensis) là một giáo phận của Giáo hội Công giáo Rôma ở Nhật Bản. Địa giới của Giáo phận bao gồm các tỉnh Ōita và Miyazaki. Nhà thờ chính tòa Thánh Phanxicô Xaviê, còn được biết đến với tên gọi Nhà thờ chính tòa Ōita (tiếng Nhật: 大分教会) là nhà thờ chính tòa của giáo phận.

## Lịch sử
- 1846 - Hạt Đại diện Tông tòa Nhật Bản được thành lập, với tòa giám mục đặt tại Yokohama.
- 1866 - Tòa giám mục được chuyển đến Nagasaki.
- 1876 - Ngày 22/5, Hạt Đại diện Tông tòa Nhật Bản được tách ra thành Hạt Đại diện Tông tòa Bắc Nhật Bản (hiện là Tổng giáo phận Tokyo) và Hạt Đại diện Tông tòa Nam Nhật Bản (hiện là Tổng giáo phận Nagasaki), trong đó Hạt Đại diện Tông tòa Nam Nhật Bản quản lí các vùng Kinki, Chūgoku, Shikoku và Kyūshū.
- 1888 - Hạt Đại diện Tông tòa Chūbu được thành lập, tiếp nhận các vùng Kinki, Chūgoku, Shikoku từ Hạt Đại diện Tông tòa cũ, và được giao cho Hội Thừa sai Paris quản lí.
- 1891 - Ngày 15/6, Hạt Đại diện Tông tòa Nam Nhật Bản được nâng cấp thành Giáo phận Nagasaki.
- 1927 - Ngày 18/3, Hạt Phủ doãn Tông tòa Kagoshima (hiện là Giáo phận Kagoshima) được thành lập trên diện tích các tỉnh Kagoshima và Okinawa tách ra từ Giáo phận Nagasaki. Ngày 16/7, Giáo phận Fukuoka được thành lập trên diện tích các tỉnh Fukuoka, Saga, Kumamoto, Miyazaki và Ōita tách ra từ Giáo phận Nagasaki.
- 1928 - Ngày 29/3, các nhiệm vụ truyền giáo tại các tỉnh Miyazaki và Ōita được chuyển giao từ các tu sĩ Hội Thừa sai Paris cho các tu sĩ thuộc Dòng Salêdiêng Don Bosco.
- 1935 - Ngày 28/1, Hạt Phủ doãn Tông tòa Miyazaki được thành lập trên diện tích các tỉnh Miyazaki và Ōita.
- 1961 - Ngày 22/12, Hạt Phủ doãn Tông tòa Miyazaki được nâng cấp thành Giáo phận Ōita.[1]

## Lãnh đạo giáo phận qua từng thời kì

### Phủ doãn Tông tòa
- Tiên khởi – Vincenzo Cimatti (Dòng Salêdiêng Don Bosco) 1935 – 1940)
- Giám quản Tông tòa – Phanxicô Xaviê Ideguchi Ichitarō (1940 – 1945)
- Giám quản Tông tòa – Đa Minh Fukahori Senyemon (1946 – 1961)

### Giám mục Giáo phận
- Tiên khởi – Phêrô Hirata Saburō (1962 – 1969)
- 2 – Phêrô Hirayama Takaaki (1970 – 2000)
- 3 – Đa Minh Miyahara Ryōji (2000 – 2008)
- 4 – Phaolô Hamaguchi Sueo (2011 – 2020)[2]
- 5 –  Sulpizio Moriyama Shinzō (2022 – )[3]